# Triaenobunus mestoni
Triaenobunus mestoni is een hooiwagen uit de familie Triaenonychidae.